# Straat De Vries

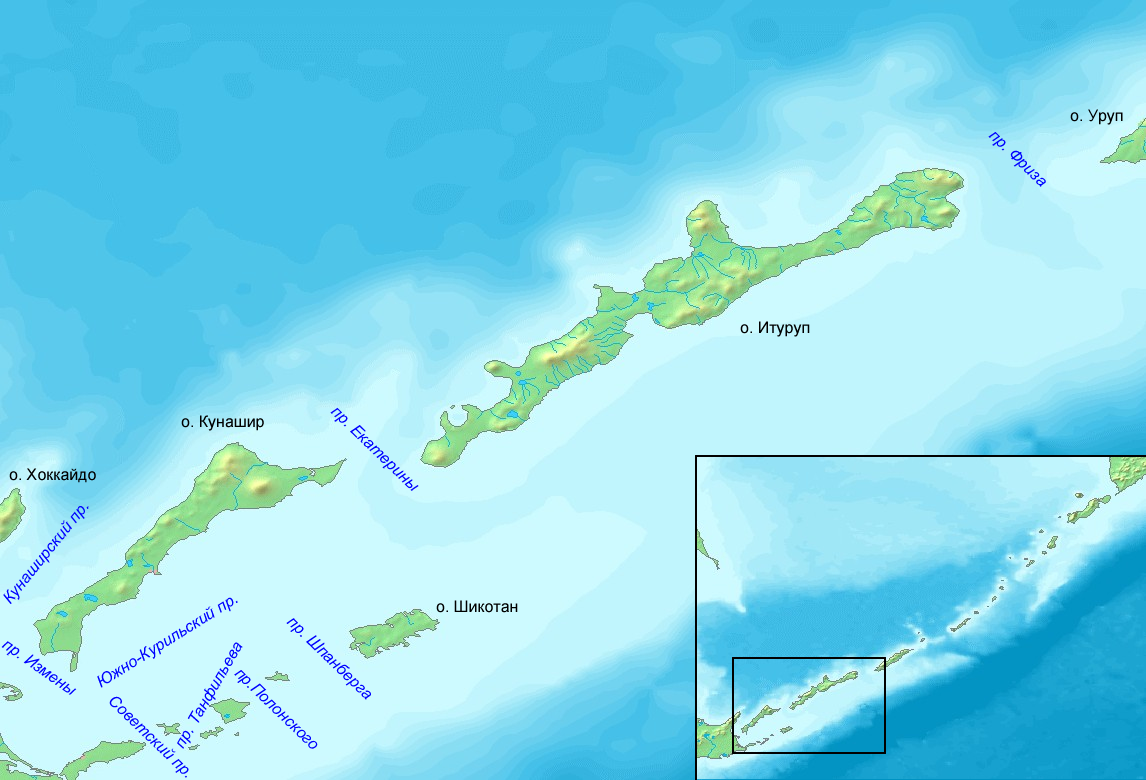
Kaart met de ligging van de zeestraat (rechtsboven)

De Straat De Vries (Russisch: Пролив Фриза; Proliv Friza) of Miyabe-lijn (Japans:宮部線,Miyabe-sen) is een zeestraat die de Zee van Ochotsk in het westen verbindt met de Grote Oceaan in het oosten en loopt tussen de beide grootste eilanden van de Koerilen; tussen de noordoostpunt van Itoeroep en het zuidwestpunt van Oeroep. De straat is met een lengte van ongeveer 30 kilometer en een breedte van 42 kilometer een van de grootste van de Koerilenstraten. De straat is vernoemd naar de Nederlandse ontdekkingsreiziger Maarten Gerritsz. de Vries, die het gebied als eerste Europeaan bezocht in 1643.
De diepte bedraagt ten minste ongeveer 500 en maximaal ruim 1300 meter. De kusten langs de zeestraat zijn grotendeels steil en rotsachtig. De saliniteit van het water varieert tussen de 33,0 en 34,3 promille. Het dwarsprofiel bedraagt 17,85 km² ofwel 9,2% van het totale dwarsprofiel van de Koerilenstraten. In het noorden bevinden zich de Bajdarotsjnajabocht en de Sjtsjoekinbaai. Ook een van de hoogste watervallen van Rusland, de Ilja Moeromets (141 meter) loopt uit in de zeestraat. Het gemiddelde getijdenverschil bedraagt 1 meter aan de kusten.
Tussen 1855 (Verdrag van Shimoda) en 1875 (Verdrag van Sint-Petersburg) liep de grens tussen Rusland en Japan door de zeestraat.
Eerste Koerilen · Tweede Koerilen · Alaid · Levasjov · Loezjin (Derde Koerilen) · Vierde Koerilen · Jevreinov (Vijfde Koerilen) · Krenitsyn (Zesde Koerilen) · Severgin · Ekarma · Krusenstern · Golovin · Nadezjda · Srednego · Rikorda · Diana · Boessol · Snow (Bystry) · Oeroep · De Vries · Jekaterina · Koenasjir (Nemuro) · Joezjno-Koerilski · Izmeny · Spanberg · Polonskogo · Vojejkov · Joeri · Tanfiljeva · Sovjetski